# Cerco de Emesa (253)
O Cerco de Emesa de 253 ocorreu na sequência da grande expedição liderada pelo xá Sapor I (r. 240–270) contra as províncias orientais do Império Romano em 252-253. O resultado do cerco é debatido pela historiografia dada a contradição das fontes, sendo possível que os persas capturaram e submeteram a cidade, bem como que foram expulsos por Urânio Antonino e Odenato.

## Antecedentes
Entre 242-244, Sapor I (r. 240–270) conduziu uma destrutiva campanha contra o Império Romano, causando a derrota das forças imperiais sob Gordiano III (r. 238–244) e seu eventual assassinato por Filipe, o Árabe (r. 244–249). Todas as fontes dizem que ele então jurou amizade ou faz "o tratado mais vergonhoso" com Sapor para acabar a guerra. Cerca de 250/251, segundo Tabari, Sapor novamente invadiu o Império Romano na Mesopotâmia e sitiou Nísibis, mas sério problema no distrito do Coração obrigou que marchasse para lá. Ao resolver o problema no Oriente, continua Tabari, retomou o cerco de Nísibis e a cidade caiu. Apesar do sucesso, foi incapaz de prosseguir sua conquista da Mesopotâmia, o que talvez justifica a omissão dessas operações em sua inscrição.
Em 252/253, Sapor aproveitou o caos que se instaurou no Império Romano nesse momento. Ciríades, rebelde romano que teria seu papel na subsequente conquista persa de Antioquia, provavelmente abriu caminho aos invasores ao causar tumultos nas províncias orientais, tumultos aparentemente citados nos Oráculos Sibilinos. Segundo ela, quando os persas invadem, Antioquia foi tomada, pilhada, privada de cidadãos (sua população tornou-se cativa) e destruída; Hierápolis (atual Mambije), Beroia (atual Alepo) e Cálcis tiveram o mesmo destino. Em seguida, continua, toda a Síria e parte da Ásia foram devastadas e pilhadas. Malalas, citando Domnino, alude ao papel de Ciríades à conquista de Antioquia e cita brevemente a invasão de Sapor à Síria através de Cálcis, por ele chamada de porta síria. Após citar os eventos de Antioquia, Malalas aparentemente descreve o retorno do exército no qual Ciríades foi executado e Sapor sitia Emesa (atual Homs), evento aparentemente aludido nos Oráculos Sibilinos e num grafite grego de Calate Alhauais.

## Cerco e rescaldo

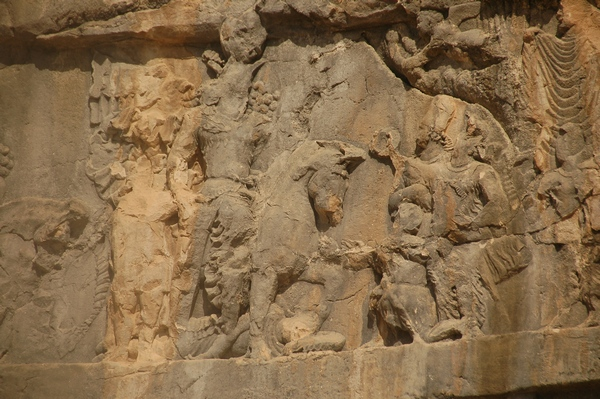
Cena central de Bixapur III em Bixapur

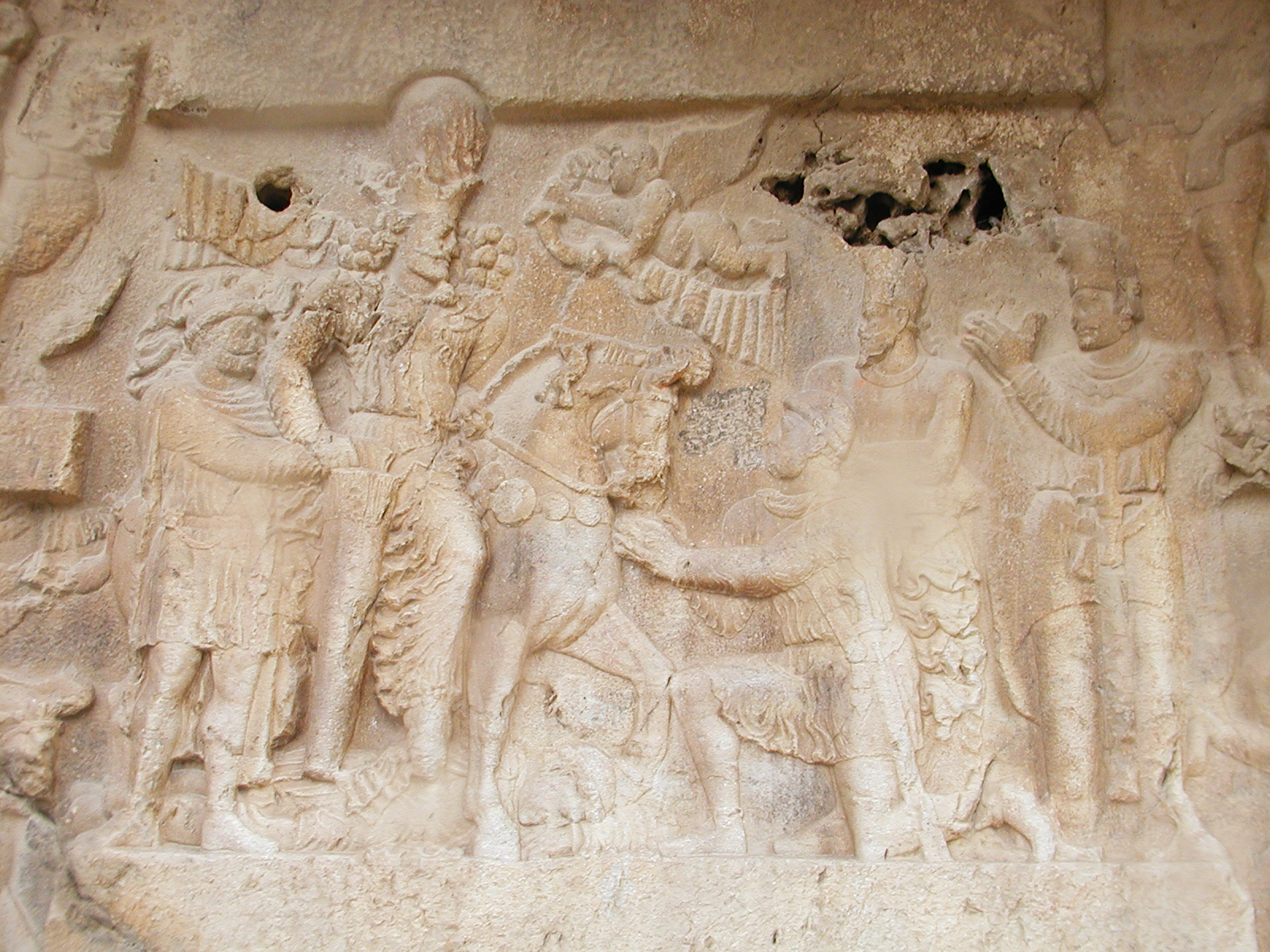
Cena central de Bixapur II

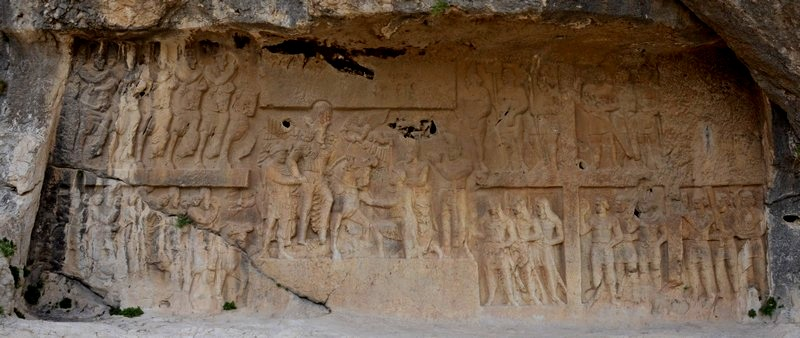
Vista geral de Bixapur II

Emesa enviou Samsigéramo, a quem Rostovtzeff identifica com o usurpador Emesano Urânio Antonino que estava ativo na Síria à época, como emissário para Sapor. Durante sua recepção, Domnino cita falaciosamente, o xá foi morto em seu campo próximo a Emesa, e seu exército em fuga foi perseguido, primeiro por Samsigéramo e depois por Odenato (aqui chamado Enato). A menção a Odenato nesse episódio pode ser uma antecipação de sua participação ativa na guerra contra Sapor na década de 260, como igualmente pode aludir a um papel ativo nos eventos políticos da Síria na década anterior. Isso permitiria supor, por exemplo, que o relato de Domnino tem um fundo de verdade. Como trabalhado por Rostovtzeff, sem dúvida é provável que durante seu avanço Eufrates acima ou mesmo antes, Sapor entrou em negociações com Odenato, que tinha como sede Palmira, de modo a proteger sua retaguarda e salvaguardar abundantes suprimentos de cavalos, camelos, ovelhas, cereais e tâmaras.
Num fragmento não datado de Pedro, o Patrício lê-se um relato de presentes enviados por Sapor a Odenato e desdenhosamente rejeitados pelo xá. Para Rostovtzeff, esse relato reflete negociações entre eles e algumas concessões feitas por Odenato ao xá, concessões essas que não satisfizeram Sapor e foram rejeitadas. Ao mesmo tempo, embora com raiva de Odenato e talvez do próprio Samsigéramo citado em Malalas, Sapor não atacou-os em sua marcha contra Antioquia por saber que Odenato era forte. É possível que pretendesse vingar-se caso sua expedição fosse um sucesso e aparentemente tanto Odenato como Samsigéramo estavam cientes de que sua situação perigaria caso o xá conquistasse Emesa e Palmira a ponto de optarem por atacá-lo primeiro. Odenato talvez também esperava receber alguma compensação dos romanos por suas ações e, de fato, se sabe que em 258 ele estava em posse do título de homem consular (vir consularis), que pode ter recebido muito antes.
Se o ataque de Sapor em Emesa for tido como fracassado como Malalas alude, se justifica a omissão do evento em sua inscrição. Porém, Bruno Overlaet, tem uma visão diferente acerca desse episódio. Segundo ele, Sapor foi sim bem sucedido em obrigar a rendição da cidade e tal sucesso foi imortalizado em dois relevos de Bixapur, o II e III. Em Bixapur III, à esquerda, é representada a cavalaria sassânida avançando, enquanto à direita há cinco registros com pessoas carregando vasos, têxteis e armas, segurando anéis e estandartes militares, trazendo leões acorrentados, um cavalo, um elefante, uma carroça, etc. Em Bixapur II há uma estrutura de cena semelhante. Em ambos, há uma cena central quase idêntica na qual Sapor aparece recebendo a submissão de um romano, identificado por Overlaet como Urânio Antonino.
A cena central de Bixapur III mostra três imperadores idênticos em todos os aspectos: o primeiro descendo do cavalo e ajoelhando em súplica; o segundo de pé próximo ao cavalo de Sapor e segurando em seu manto; o terceiro estirado sob o cavalo de Sapor. A iconografia de Bixapur III sugere que a reunião ocorreu e que Urânio pediu misericórdia, se rendeu e entregou a pedra negra, uma relíquia sagrada ao culto do deus Heliogábalo. Tal rendição deve ter ocorrido por volta de novembro de 253, pois Urânio continuou ativo entre o final daquele ano e o começo de 254, quando desapareceu do registro histórico. Segundo Overlaet, Sapor deve ter ficado satisfeito com a submissão de Emesa como Estado cliente e preferiu se retirar antes do inverno em vez de consolidar seu domínio na Síria. Paralelo a sua retirada, o imperador Valeriano (r. 254–260) aparece no Oriente e reverte seus sucessos (ver abaixo), justificando a falta de Emesa na inscrição de Sapor ao mesmo tempo que permite datar os relevos à data limite de 254. O imperador ajoelhado em Bixapur III pode indicar Urânio, o terceiro sob o cavalo de Sapor pode simbolizar sua vitória sobre o Império Romano como um todo ou pode também indicar a posterior execução de Urânio.